# Sylvain Zac
 (mars 2022).
Sylvain Zac, né le 6 mars 1909 à Bricevo (en) (Roumanie) et mort le 21 décembre 1993 à Paris, est un historien de la philosophie français, professeur à l'université Paris-Nanterre en histoire de la philosophie des XVIIe et XVIIIe siècles.

## Biographie
Ancien déporté, il fut maître-assistant en philosophie à la Faculté des Lettres de Paris, puis professeur à l'université de Paris-Nanterre.
D'après Pierre-François Moreau, il fut l'un des quatre piliers du renouveau des études spinozistes en France, avec Alexandre Matheron, Martial Gueroult et Gilles Deleuze.

## Ouvrages sélectifs
- L'Idée de vie dans la philosophie de Spinoza, Paris : Presses universitaires de France, 1963.
- Signification et valeur de l'interprétation de l'Écriture chez Spinoza, Paris : Presses universitaires de France , 1965.
- Philosophie, théologie, politique dans l'œuvre de Spinoza, Paris : J. Vrin , 1979.
- Maïmonide, philosophe et théologien, 1983.
- Essais spinozistes, Paris : J. Vrin , 1985.